# Villeneuve-la-Lionne
Villeneuve-la-Lionne ist eine französische Gemeinde mit 273 Einwohnern (Stand 1. Januar 2022) im Département Marne in der Region Grand Est (vor 2016 Champagne-Ardenne). Sie gehört zum Arrondissement Épernay und zum Kanton Sézanne-Brie et Champagne.

## Geografie
Villeneuve-la-Lionne liegt am Fluss Grand Morin an der Grenze zum Département Seine-et-Marne, etwa 90 Kilometer ostsüdöstlich des Pariser Stadtzentrums. Umgeben wird Villeneuve-la-Lionne von den Nachbargemeinden Meilleray und Le Vézier im Norden, Tréfols im Nordosten, Joiselle im Osten, Réveillon im Süden und Südosten, Saint-Martin-du-Boschet im Süden sowie La Chapelle-Moutils im Nordwesten.

## Bevölkerungsentwicklung
| Jahr                       | 1962 | 1968 | 1975 | 1982 | 1990 | 1999 | 2006 | 2011 | 2018 |
| -------------------------- | ---- | ---- | ---- | ---- | ---- | ---- | ---- | ---- | ---- |
| Einwohner                  | 245  | 208  | 194  | 165  | 193  | 246  | 290  | 288  | 284  |
| Quellen: Cassini und INSEE |      |      |      |      |      |      |      |      |      |

## Sehenswürdigkeiten
- Kirche Saint-Loup aus dem 13. Jahrhundert
- Kapelle Saint-Vinebaut aus dem 15. Jahrhundert
- Zisterzienserinnenkloster, 1242 gegründet, 1510 in Priorat umgewandelt